# Bárány Árpád
Bárány Árpád (Budapest, 1931. június 24. –) olimpiai és világbajnok magyar párbajtőrvívó, edző. Testvére Bokorné Bárány Mária válogatott kosárlabdázó.

## Sportpályafutása
A versenyszerű sportolást öttusában – a BEAC illetve a Budapesti Haladás, majd a Budapesti Dózsa – versenyzőjeként kezdte. 1957-ben lett a Budapesti Vörös Meteor párbajtőrvívója, egyúttal ekkor került be a magyar vívóválogatottba is. Kiemelkedő eredményeit az ekkoriban a világ élvonalába kerülő magyar párbajtőrcsapat tagjaként érte el. Pályafutása alatt összesen egy olimpiai és öt világbajnoki érmet nyert. Legjobb egyéni eredménye az 1957. évi világbajnokságon elért második helyezés. A világszínvonalú magyar bajnokságban egyszer sikerült egyéni bajnoki címet szereznie, 1958-ban. 1965-ben lemondott a válogatottságról, majd 1968-ban befejezte a versenyszerű sportolást.
Budapesten testnevelő tanári, majd vívó szakedzői oklevelet szerzett. Visszavonulása után két évig az iráni vívóválogatott edzője, majd a Budapesti Vörös Meteor, később az MTK (Magyar Testgyakorlók Köre) utánpótlásedzője lett. 1994-ig A-kategóriás versenybíró volt.

### Sporteredményei

#### Párbajtőrvívásban
- olimpiai bajnok:
  - 1964, Tokió: csapat (Gábor Tamás, Kausz István, Kulcsár Győző, Nemere Zoltán)
- olimpiai 4. helyezett:
  - 1960, Róma: csapat (Gábor Tamás, Kausz István, Marosi József, Sákovics József)
- világbajnok:
  - 1959, Budapest: csapat (Gábor Tamás, Kausz István, Marosi József, Sákovics József)
- háromszoros világbajnoki 2. helyezett:
  - 1957, Párizs:
    - egyéni
    - csapat (Balthazár Lajos, Berzsenyi Barnabás, Czvikovszky Ferenc, Gábor Tamás, Kausz István)

  - 1958, Philadelphia: csapat (Balthazár Lajos, Berzsenyi Barnabás, Gábor Tamás, Kausz István)
- világbajnoki 3. helyezett:
  - 1963, Gdańsk: csapat (Gábor Tamás, Kausz István, Kulcsár Győző, Nemere Zoltán)
- négyszeres magyar bajnok:
  - egyéni: 1958
  - csapat: 1957–1959

#### Téli öttusában
- magyar bajnok: 
  - csapat: 1956

## Elismerései
- Belváros-Lipótváros Érdemkeresztje (2002)
- A Magyar Érdemrend tisztikeresztje (2021)
- Papp László Budapest-sportdíj (2021)[2]